# Bolsa de sereia

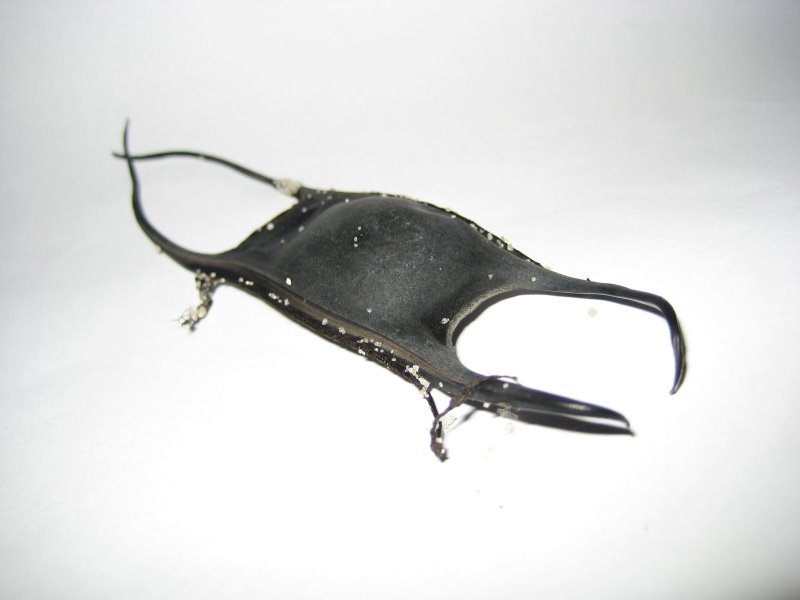
Bolsa de sereia de uma raia (numa praia de Seaside Heights).

Bolsas de sereia, ou cápsulas de ovos, são ovos com morfologia muito característica da maioria dos membros da classe Chondrichthyes, ou seja dos peixes cartilagíneos com reprodução ovípara. As espécies que produzem este tipo de ovos são maioritariamente pequenos tubarões (em particular os Scyliorhinidae), as raias e as quimeras (Chimaeriformes). A cápsulas são rígidas, algumas de formato rectangular, semelhantes a pequenas bolsas com 5-10 de comprimento, outras em formato de espiral, com cerca de 10 cm de comprimento.

## Descrição
Este tipo de ovo é revestido por um invólucro rígido e coreáceo, em forma de bolsa (por vezes designado por cápsula), cujas quatro extremidades apresentam longos filamentos torcidos usados para suspender o ovo sobre algas marinhas ou outras superfícies do fundo do mar.
Estes ovos aparecem frequentemente por encalhamento no supralitoral incluídos na banda de detritos depositados pelo mar. O desconhecimento da sua origem e as semelhanças com uma pequena bolsa levou ao fantasioso nome de bolsa de sereia, atribuindo a sua origem às míticas sereias.

## Galeria

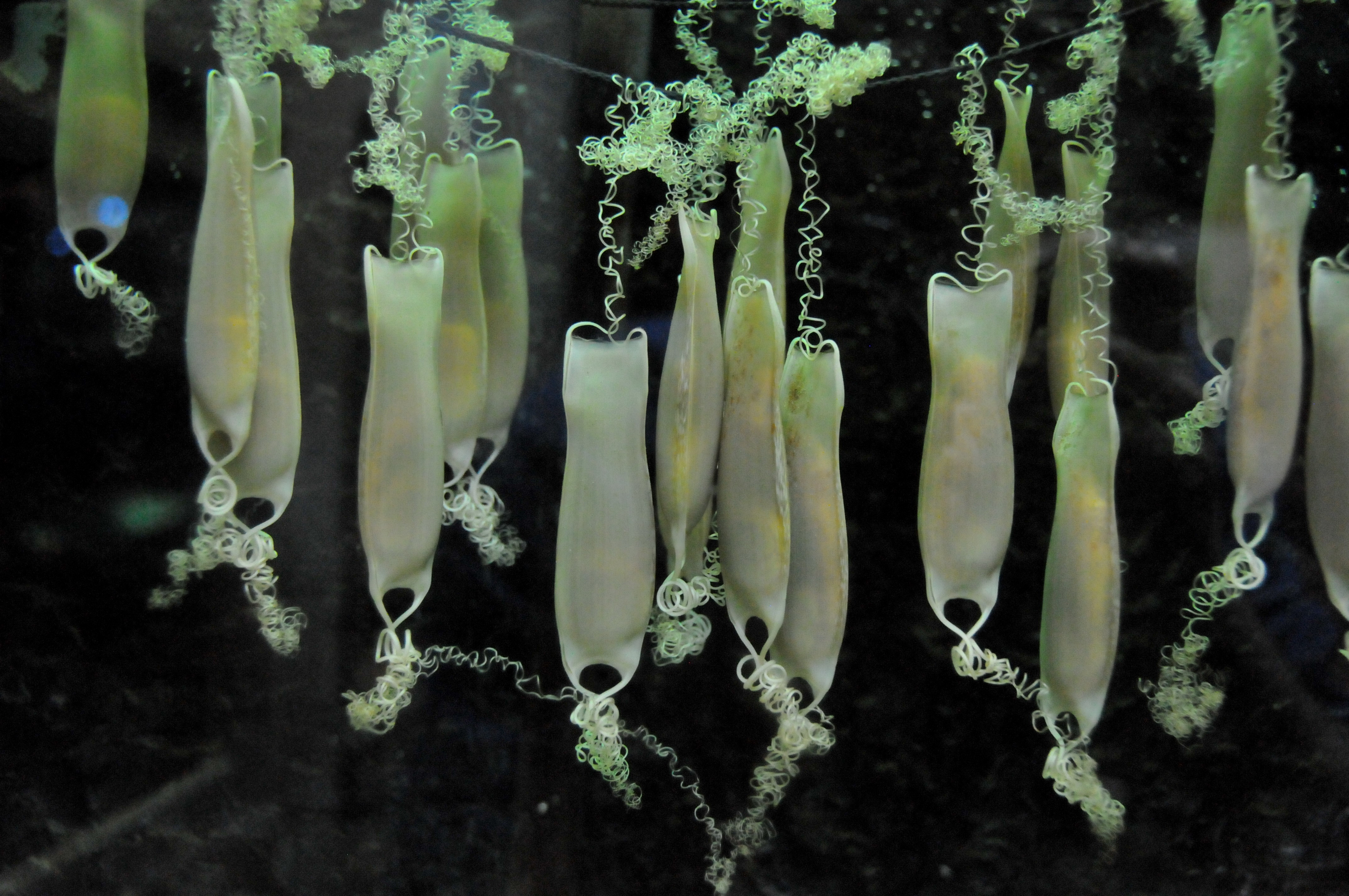
Bolsa de sereia de Scyliorhinus canicula.
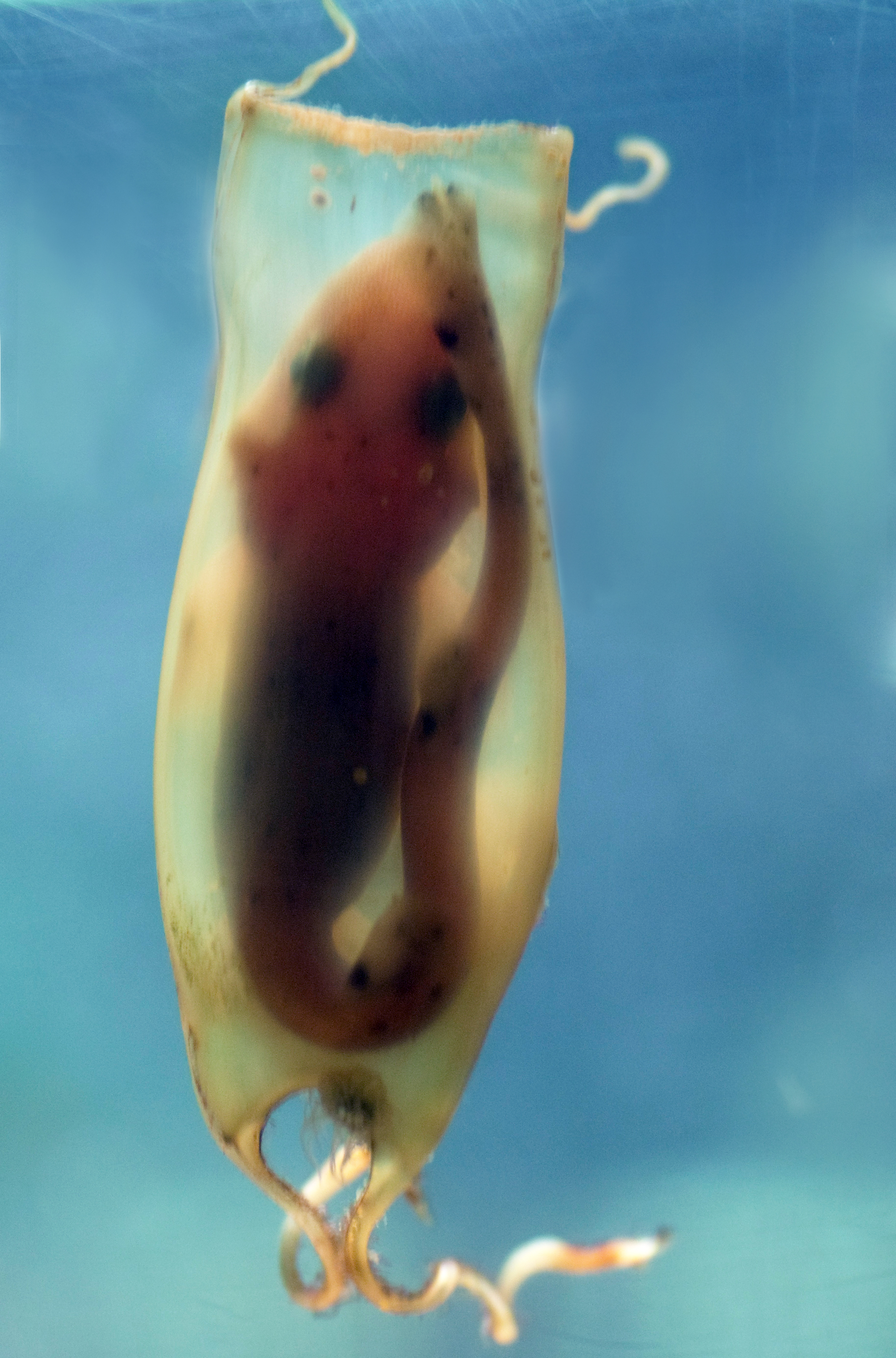
Detalhe de uma bolsa de Scyliorhinus canicula.
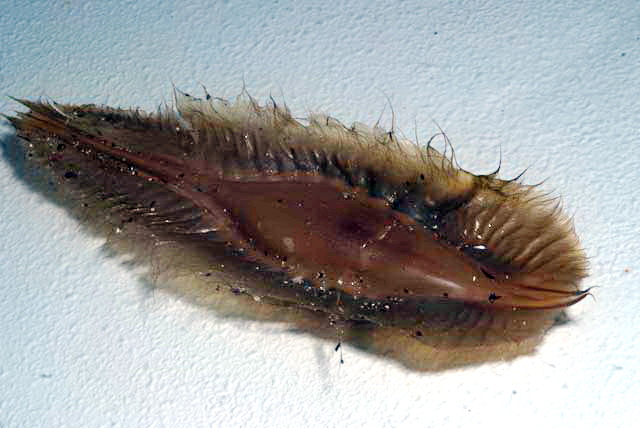
Bolsa de sereia de Callorhinchus capensis.
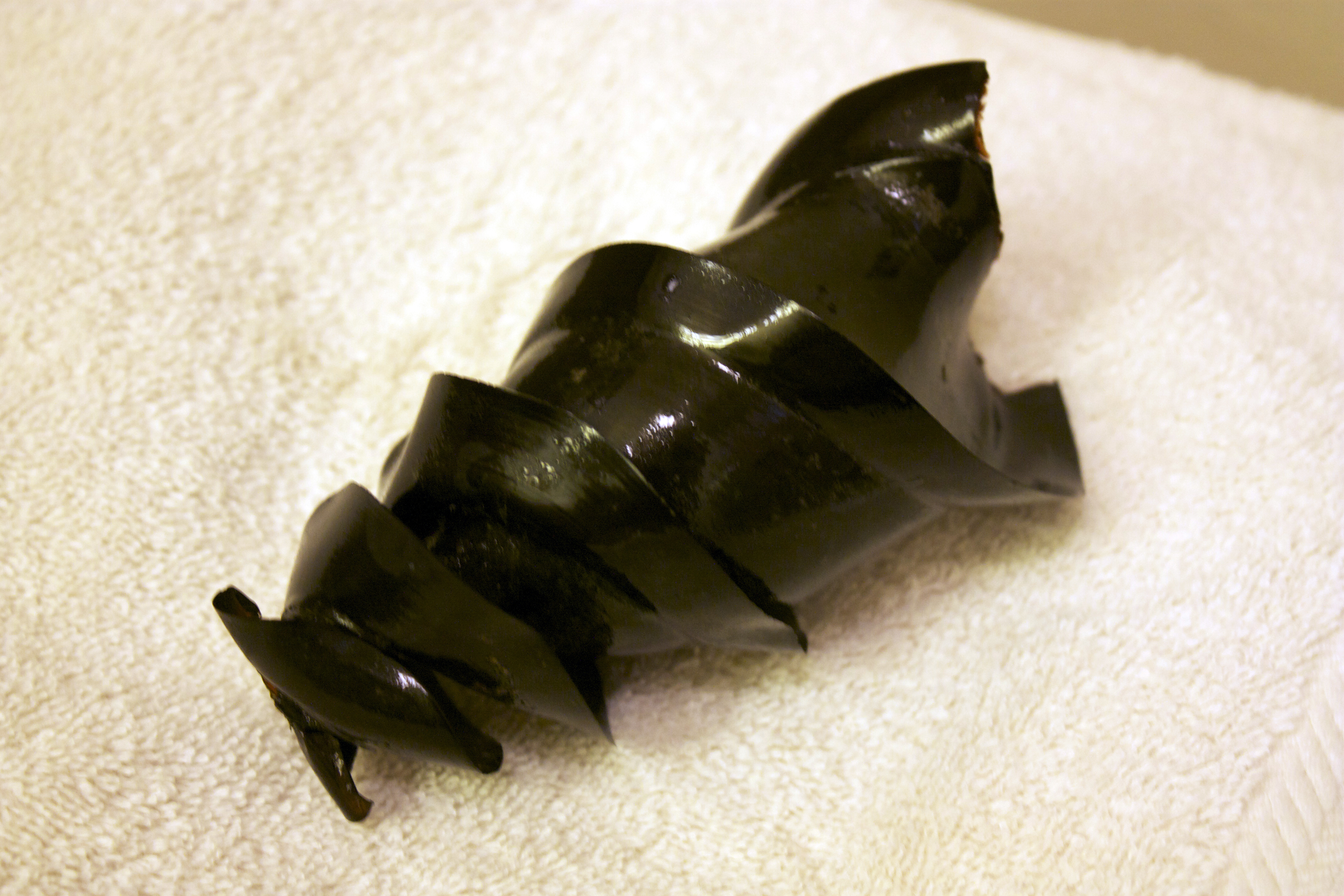
Bolsa de sereia característica de Heterodontus francisci.
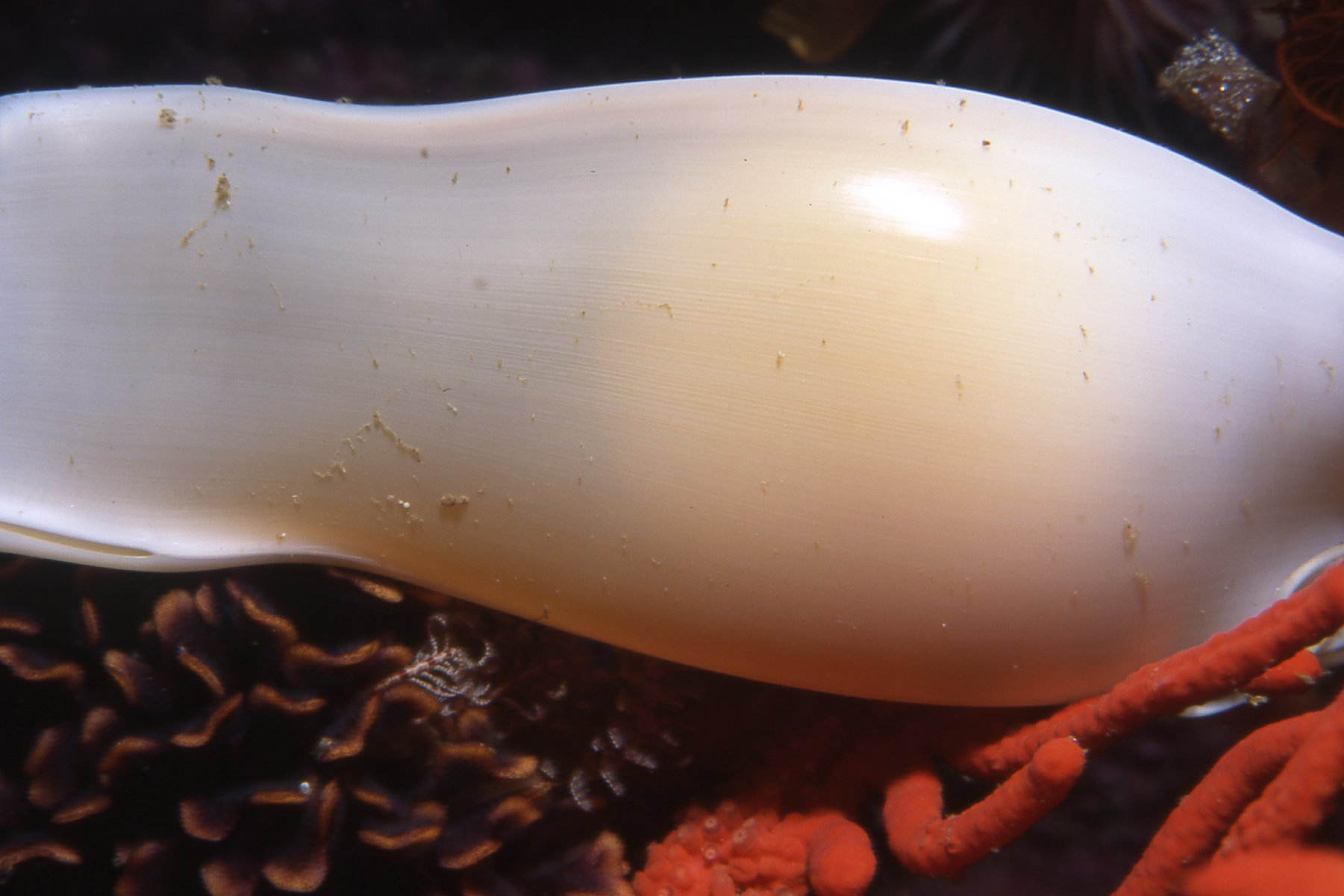
Cápsula de Poroderma pantherinum.